# PM 1910
Картечница „Максим“ PM образец 1910 г. (Индекс ГРАУ – 56-П-421; на руски: Пулемёт Максима на станке Соколова) е тежка картечница, използвана от руската имперска армия по време на Първата световна война и от Червената армия по време на Втората световна война. Освен това пленени оръжия са използвани от германската, естонската, латвийската, финландската и полската армия.

## История и развитие
Инженерът изобретател Хайръм Стивънс Максим лично показва на царете изобретената от него картечница в Санкт Петербург през 1887 г. След успеха на неговата демонстрация царската армия закупува няколко единици, произведени в Англия, за руската имперска армия. След постигане на споразумение производството на оръжието започва през 1905 г. в работилниците на Тулския арсенал. През 1910 г. е приет леко подобрен модел, подреден за стандартния руски патрон 7,62 x 54 R. M1910 е монтиран на обемиста стойка с колела и защитен щит, заменен от SG-43 Gorjunov от 1943 г. В допълнение към пехотната версия той има въздушни (PV-1) и военноморски версии.

## Експлоатация и развитие
Картечницата „Максим“ е оръжие с водно охлаждане, което работи на принципа на късоходов масов откат. Въпреки че механизмът му не е най-простият, той е много ефективен и надежден. Захранван е с помощта на платнени колани, подсилени с пластини и метални нитове, с 250 патрона. Производството на оръжието в руски заводи подобрява крайното тегло в сравнение с първите версии, произведени в Англия. Въпреки това, поради голямото му тегло, руснаците разработват система за монтиране и транспортиране, проектирана от Соколов, която се състои от тръбен лафет с две предни колела и U-образна система за влачене, която също служи като база за стрелба. Колелата се свалят и могат да бъдат заменени със ски, за да се транспортират през снега през зимата. Основата също има подвижен щит за защита срещу пехотни снаряди. Първите модели имат прибиращи се предни крака, които се използват за повдигане над окопите, но скоро са изхвърлени поради тяхната практическа безполезност и допълнителна тежест. Използван е и друг тип монтиране, проектирано от Владимиров през 1939 г.
Въпреки че основният механизъм на картечницата е запазен по време на нейното производство, са направени различни подобрения и модификации като опростени захранващи ремъци и система за непряко прицелване и телескопични системи за подобряване на прицелването. Последните модификации са направени в началото на 1940 г. като следствие от Зимната война (1940 г.) с Финландия, с промени в дизайна на охлаждащата риза – която е направена от стомана вместо от месинг – за улесняване на разсейването на топлината и разширяването на диаметъра на капака на входа за вода, за да се позволи по-бързо пълнене и да се добави възможност за директно вкарване на парчета сняг вместо вода.
Различна от гореспоменатите опори на Соколов и Владимиров е тази, проектирана от Фьодор Токарев. Това е противовъздушна установка с 4 оръдия, която се използва във фиксирани инсталации и често се монтира на камиони за осигуряване на мобилна противовъздушна защита. Тези монтажи се управляват ръчно и използват големи кутии с колани с по 500 патрона всяка. По време на гражданската война в Русия такива картечници са монтирани на теглени от три коня карети, наричани „Тачанки“. Смята се, че нововъведението е направено от Нестор Махно.